# Heinz Richter
Heinz Richter, född den 24 juli 1947 i Schlegel, Sachsen, är en östtysk tävlingscyklist som tog OS-silver i lagförföljelsen vid olympiska sommarspelen 1972 i München. 